# 아이언 마스크
《아이언 마스크》(영어: The Man in the Iron Mask)는 1998년 미국의 액션 드라마 영화이다. 랜달 웰러스가 제작, 감독, 각본을 맡았으며, 레오나르도 디카프리오는 천국과 지옥처럼 극과 극의 삶을 사는 두 형제 루이 14세와 필립의 1인 2역을 연기하였고, 아라미스 역에는 제레미 아이언스, 아토스 역에는 존 말코비치, 포르토스 역에는 제라르 드빠르디유, 달타냥 역에는 가브리엘 번, 안느 왕비 역에는 안느 파릴로드가 출연하였다. 이 영화는 알렉상드르 뒤마 페레의 소설 'The Vicomte of Bragelonne: Ten Years Later'을 원작으로 하고 있다. 1998년 3월, 유나이티드 아티스트 제작, 배급으로 미국과 영국에서 개봉되었다.

## 줄거리
과거 프랑스 왕실에서는 쌍둥이가 태어나면 한 명은 왕위를 계승받게 되지만 또 한 명은 철가면을 씌워 지하 감옥에 죽을 때까지 가두는 법이 있었고, 1600년대 파리에서 신하인 달타냥(가브리엘 번)과 안느 왕비(안느 파릴로드) 사이에서 쌍둥이가 태어난다. 그 후 왕위를 계승한 루이 14세(레오나르도 디카프리오)는 굶주린 백성들을 외면한 채 전쟁과 향락에 빠지고, 동생 필립(레오나르도 디카프리오)은 철가면을 쓰고 평생 지하 감옥에 갇혀 살게 되는 운명에 빠진다. 세월이 흘러 달타냥과 이미 기사에서 은퇴한 삼총사 아라미스(제레미 아이언스), 아토스(존 말코비치), 포르토스(제라르 드빠르디유)는 '왕(형)과 죄수(동생)'를 바꿔치기하는 계획을 세운다. 드디어 지하 감옥에서 동생을 꺼내 탈출하려는 순간 병사들이 몰려오고 대장은 "반역자인 저들에게 총을 쏘아라!"라고 명령한다. 달타냥과 삼총사는 죽기를 각오하고 칼을 뽑는 순간 기적같이 총에서 뿜어나온 하얀 연기가 걷히면서 반전이 나타나는데, 달타냥과 삼총사를 존경하는 병사들 모두가 표적이 아닌 엉뚱한 곳으로 총을 쏜 것이다. 그리고 프랑스 역사상 가장 훌륭하다고 칭송받는 필립의 정치가 시작되고 쌍둥이 형 루이 14세는 철가면을 쓰고 지하 감옥으로 내려간다.

## 출연

### 주연
- 레오나르도 디카프리오
- 제레미 아이언스
- 존 말코비치
- 제라르 드빠르디유
- 가브리엘 번

### 조연
- 안느 파릴로드
- 주디스 고드레쉬
- 에드워드 아테톤
- 피터 사스가드
- 휴 로리
- 데이빗 로우
- 브리짓 보쉐
- 매튜 조슬린

## 기타
- 원작자: 알렉상드르 뒤마 페레
- 공동제작: 르네 듀폰트
- 공동제작: 폴 히치콕
- 미술: 안소니 프랫
- 의상: 제임스 애치슨

## 한국어 더빙 성우진(MBC)
- 김영선 - 루이/필립 (레오나르도 디카프리오)
- 박일 - 달타냥 (가브리엘 번)
- 황일청 - 아라미스 (제레미 아이언스)
- 권혁수 - 아토스 (존 말코비치)
- 박조호 - 포토스 (제라르 드빠르디유)
- 기경옥
- 오주연
- 이상범
- 고성일
- 배정민
- 이상훈
- 채의진
- 최한
- 표영재